# 低湿地遺跡

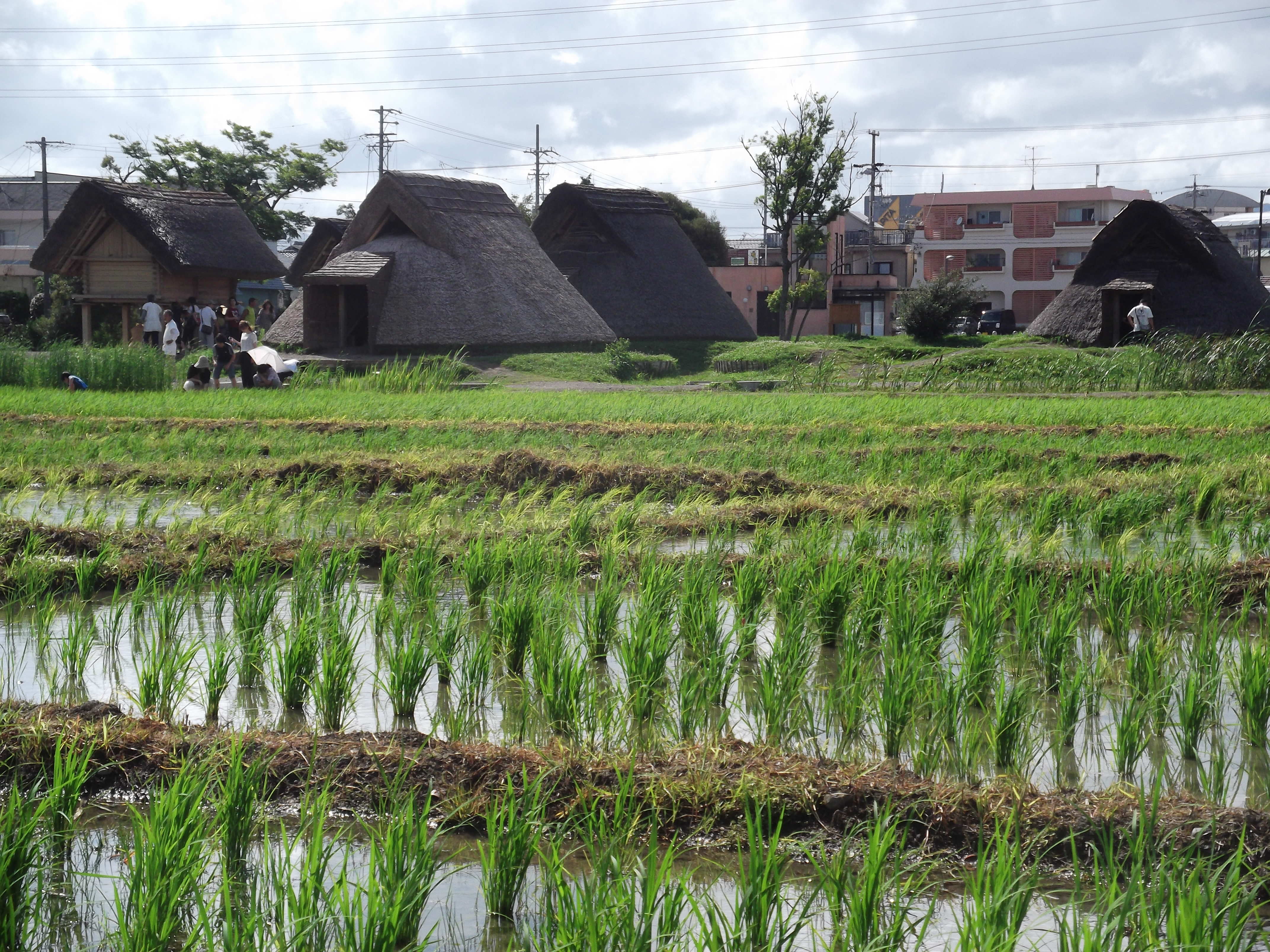
低湿地遺跡例・登呂遺跡（2012年7月、静岡市駿河区）

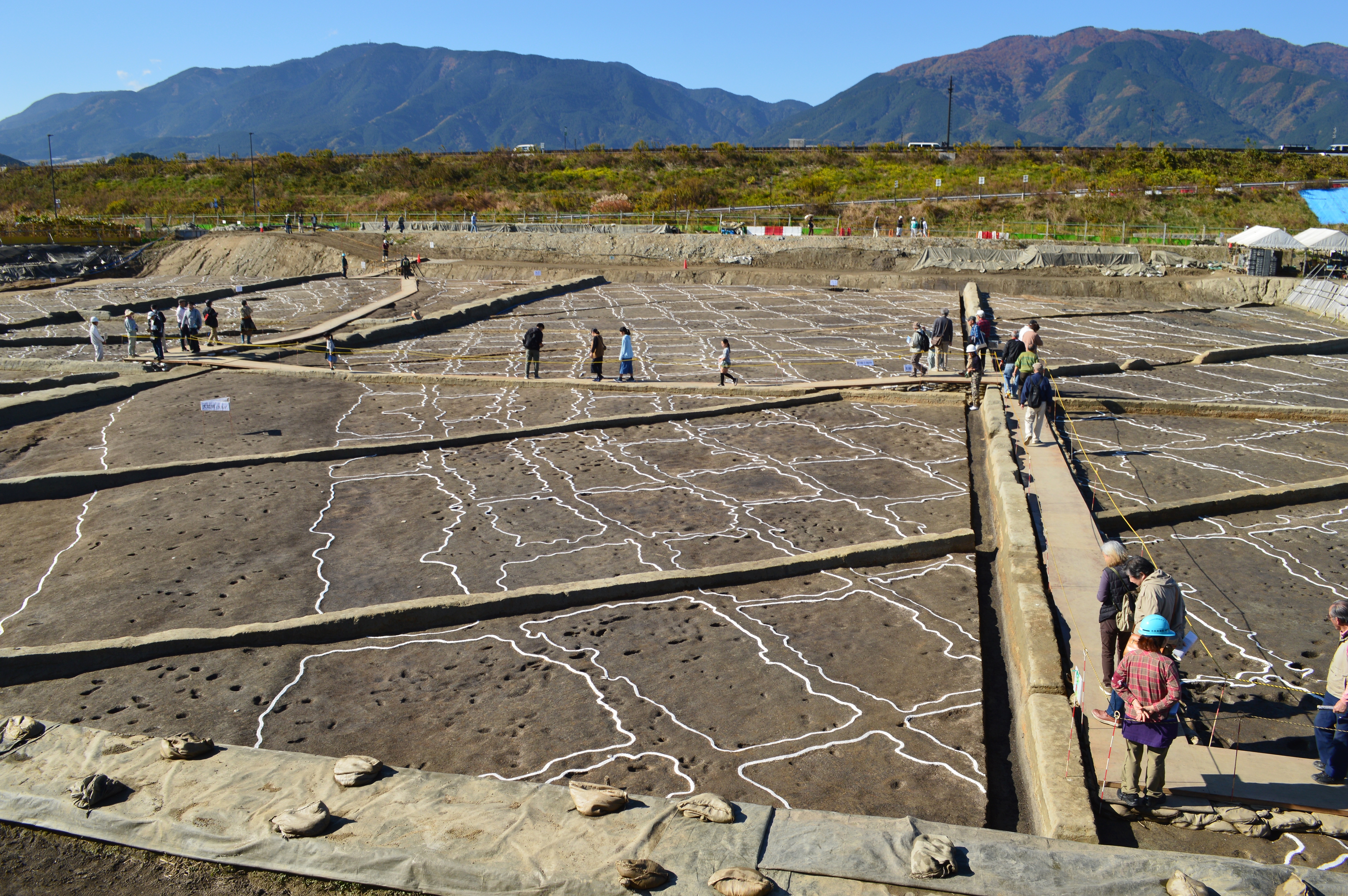
低湿地遺跡例・中西遺跡（2019年、奈良県御所市）。奈良盆地に広がる小区画水田が発見された。

低湿地遺跡（ていしっちいせき）、あるいは単に湿地遺跡（しっちいせき）とは、海岸や河口、谷底（谷戸）、河川・湖沼沿いなど、主に沖積地（平野部）の湿地帯に形成され、遺物包含層や遺構検出面が地下水に満たされて湿地環境を維持している遺跡を指す考古学用語である。植物が腐食して泥炭化した土層からなる泥炭層遺跡（でいたんそういせき、泥炭遺跡）もこれに含まれる。

## 概要

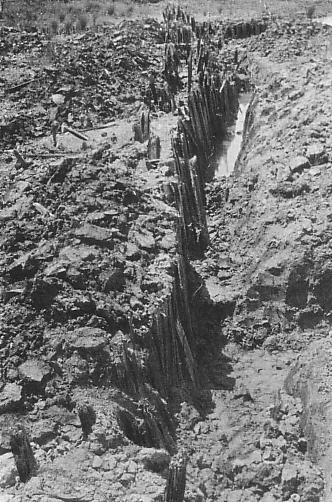
登呂遺跡発見当初の様子（1943年）、湿地遺跡では木の矢板列など有機質遺物がよく残る。

河川運搬物が堆積して形成された平野や谷底などの沖積地内における自然堤防（微高地）や砂丘帯、またはその後背湿地、あるいは埋没谷などで、過去人類が活動し、大地に残した生活痕跡群=遺跡（低地の集落や水田などの遺構・遺物）がこれにあたる。
丘陵や台地・段丘上などの高台に形成されて土壌（土層）が比較的乾燥している遺跡に比べ、地下水に長期間満たされていることで弱アルカリ性となり、酸素が乏しく微生物による分解が抑えられ、動物・植物性の遺存体（有機物）が多く残されることを特徴とする。なお、台地上などの乾燥した遺跡においても、溝や池・井戸・小河川跡などの水分を多く含む遺構内で、低湿地遺跡同様の湿地環境が形成される事例がある。
低湿地遺跡では、木器（農具や編物などの木製品）や骨角器、食料となった植物（トチやクルミなどの堅果類）・動物（イノシシやシカの骨）、埋葬人骨など、乾燥地では残りにくい有機質の考古資料が良好に検出される事例が多く、乾燥地の遺跡のみでは得られない歴史的な情報を提供する可能性を秘めているとされる。
ただし、当種の遺跡の発掘調査現場においては、地下水で調査区内が浸水したり、調査区の壁面が脆弱で崩落する危険があったりして、排水など万全の対策が求められ、また地下水の影響で土層の色が変色して遺構の識別と検出が困難であるなど、調査の技術的難易度が高いとされている。

## 日本の低湿地遺跡の例
- 杉久保遺跡（長野県上水内郡信濃町）
- 鳥浜貝塚（福井県三方上中郡若狭町）
- 真福寺貝塚（埼玉県さいたま市岩槻区）
- 登呂遺跡（静岡県静岡市駿河区）[1]